# Trash Yéyé
Trash Yéyé es el cuarto álbum del cantante francés Benjamin Biolay, lanzado en septiembre de 2007.
El nombre del disco hace referencia al estilo musical yeyé, popular en Francia, Italia y España durante la década de 1960.
La grabación del álbum tomó dos años. El resultado dio lugar a 57 temas, reducidos sólo a 12 temas finales.
Fue grabado, mezclado y masterizado en los estudios Labomatic de París.

## Listado de canciones
1. "Bien avant" – 4:32
2. "Douloureux dedans" – 5:43
3. "Regarder la lumière" – 3:44
4. "Dans ta bouche" – 3:34
5. "Dans la Merco Benz" – 3:12
6. "La garçonnière" – 4:34
7. "La chambre d'amis" – 4:18
8. "Qu'est-ce que ca peut faire" – 4:59
9. "Cactus Concerto" – 3:58
10. "Rendez-vous qui sait" – 3:19
11. "Laisse aboyer les chiens" – 5:39
12. "De beaux souvenirs" – 9:03
  - "Woodstock" – a partir de 4:58 (pista oculta)

## Músicos
- Elsa Benabdallah: 	Violone
- Ghislaine Benabdallah: Violone
- Denis Benarrosch: 	Batería, Percusión
- Benjamin Biolay: 	Arreglista, Bajo, Bugle, Clavecín, Piano, Compositor, Fender Rhodes, Guitarra, Piano, Programación, Realización, Silbato, Trombón, Trompeta
- Dominique Blanc-Francard: 	Mezcla
- Régis Ceccarelli: 	Batería
- Bertrand Cervera: 	Violone
- Rémy Galichet: 	Dirección de Cuerdas, Trombón
- Frederic Kret: 	Chelo
- Christophe Morin: 	Chelo
- Bénédicte Schmitt: 	Piano, Ingeniero, Mezcla, Prgramación, Realización
- Laurent Vernerey: 	Bajo